# Waunana anchicaya
Waunana anchicaya är en spindelart som beskrevs av Huber 2000. Waunana anchicaya ingår i släktet Waunana och familjen dallerspindlar. Inga underarter finns listade i Catalogue of Life.